# PowerBrowser
Oracle PowerBrowser — браузер, созданный в 1996 году корпорацией Oracle. Его графический интерфейс представлял собой многодокументный интерфейс и позволял пользователю размещать на веб-серверах веб-страницы. Этот браузер появился до появления CSS и клиентских скриптов. Вскоре после выхода браузера его поддержка была прекращена.

## Авторы
Изначально PowerBrowser был создан 3 людьми: Джоном МакКормаком (Jon McCormack), Рисом Ватерли (Rhys Weatherly) и Тоддом Верелиусом (Todd Werelius). Они сделали первую версию браузера за 90 дней, чтобы доказать концептуальную возможность реализации большого количества своих идей (возможность персональных публикаций, расширяемая архитектура компонентов и т. д.). Этой командой разработчиков руководил Марк Бениоф (Marc Benioff) до того, как он уволился из Oracle и основал Salesforce.com.